# Communauté de communes de l’Aulne Maritime
Die Communauté de communes de l’Aulne Maritime ist ein ehemaliger französischer Gemeindeverband mit der Rechtsform einer Communauté de communes im Département Finistère in der Region Bretagne. Der Gemeindeverband wurde am 13. Dezember 2001 gegründet und bestand aus vier Gemeinden. Der Verwaltungssitz befand sich im Ort Le Faou.

## Historische Entwicklung
Mit Wirkung vom 1. Januar 2017 fusionierte der Gemeindeverband mit der Communauté de communes de la Presqu’île de Crozon und bildete damit die Nachfolgeorganisation Communauté de communes Presqu’île de Crozon-Aulne maritime.

## Ehemalige Mitgliedsgemeinden
1. Le Faou
2. Pont-de-Buis-lès-Quimerch
3. Rosnoën
4. Saint-Ségal